# Roland Grahammer
Roland Grahammer (* 3. November 1963 in Augsburg) ist ein ehemaliger deutscher Fußballspieler.

## Karriere

### Vereine
Vom sechsten bis dreizehnten Lebensjahr spielte Grahammer im Augsburger Stadtteilverein SpVgg Bärenkeller, bevor er in die Jugendabteilung des FC Augsburg wechselte und von dort – mit 19 Jahren dem Jugendalter entwachsen – zu den Profis in die 2. Bundesliga. Am 14. August 1982 (2. Spieltag) – mit der Einwechslung in der 76. Minute für Jürgen Haller – gab er beim 1:0-Auswärtssieg gegen den MSV Duisburg seinen Einstand als Profi. Sein erstes Tor war am 11. Dezember 1982 (19. Spieltag) der 1:2-Anschlusstreffer beim 1:3 bei der SpVgg Fürth. Beim 1. FC Nürnberg, zu dem er 1983 in die Bundesliga gewechselt war, blieb er fünf Jahre (ein Jahr – in der zweiten Spielzeit – in der 2. Bundesliga). Für den „Club“ spielte er erstmals am 13. August 1983 (1. Spieltag), der gegen Bayer Uerdingen daheim mit 2:4 verlor; sein erster Treffer gelang ihm am 23. August 1983 (3. Spieltag) beim 2:0-Heimerfolg gegen Arminia Bielefeld.
1988 wechselte er (mit Stefan Reuter) – wie so viele Nürnberger Stammspieler in den 1980er-Jahren – zum FC Bayern München. Für die Bayern gab er sein Debüt am 23. Juli 1988 (1. Spieltag) beim 3:0-Heimsieg gegen Eintracht Frankfurt. Die einzigen beiden Tore für die Bayern gelangen ihm gegen Borussia Dortmund: Am 12. Mai 1990 (34. Spieltag) beim 3:0-Heim- und am 17. Mai 1991 (30. Spieltag) beim 3:2-Auswärtssieg. International auf Vereinsebene spielte er 18-mal, erstmals am 7. September 1988 beim 3:1-Heimsieg gegen Legia Warschau im UEFA-Pokal.
Obwohl er bis zur Saison 1993/94 dem Kader angehörte, spielte er zuletzt am 22. August 1992 (1:0-Heimsieg gegen den 1. FC Kaiserslautern), da eine schwerwiegende Verletzung zum vorzeitigen Karriereende führte.

### Nationalmannschaft
Am 2. Dezember 1980 kam Grahammer zu seinem ersten Länderspiel, als er in Horovice mit der U-18-Nationalmannschaft mit 0:1 gegen die Tschechoslowakei verlor. 1984 wurde Grahammer zweimal in die U-21-Nationalmannschaft berufen: Am 28. Februar, beim 1:0 gegen Belgien (in Koblenz) und am 27. März, beim 1:1 gegen die Sowjetunion (in Osnabrück).
Für die Olympiaauswahl spielte Grahammer erstmals am 25. März 1987, beim 2:1-Sieg über die israelische B-Nationalmannschaft (in Tel Aviv).
1988 gehörte er zum deutschen Aufgebot bei den Olympischen Spielen in Seoul und belegte am Ende des Fußballturniers den dritten Platz, nachdem man Italien 3:0 besiegte; es ist der einzige Sieg einer deutschen Männerauswahlmannschaft bei einem Turnier gegen eine italienische Mannschaft. Am 19. September 1988 beim 4:1-Sieg über Tunesien (Olympia-Gruppenspiel in Pusan) gelang ihm sein einziger Treffer für diese Mannschaft.
Für den Gewinn der Bronzemedaille bei den Olympischen Spielen 1988 erhielt er – zusammen mit der deutschen Olympiafußballnationalmannschaft – das Silberne Lorbeerblatt.
Grahammer stand im vorläufigen WM-Aufgebot für die Fußball-Weltmeisterschaft 1990 in Italien.

## Sonstiges
Grahammer ist als Spielerberater aktiv. Er betreute unter anderen den ehemaligen Nationalspieler Carsten Jancker, der inzwischen nicht mehr aktiv ist.

## Erfolge
- Olympische Bronzemedaille 1988
- Deutscher Meister 1989, 1990, 1994
- DFB-Supercup-Sieger 1990
- Zweiter der B-Juniorenmeisterschaft 1979